# Taenaris eugenia
Taenaris eugenia är en fjärilsart som beskrevs av Hans Fruhstorfer 1911. Taenaris eugenia ingår i släktet Taenaris och familjen praktfjärilar. Inga underarter finns listade i Catalogue of Life.